# Jan z Polski
Jan z Polski (połowa XIII w.) – mieszczanin z Lowanium, kupiec polski prowadzący handel pomiędzy Brabancją a Polska w połowie XIII wieku.
Wzmiankę o Janie podaje dokument z 1253, wystawiony przez ławników z Lowanium. Z niego wiadomo, iż Jan był właścicielem posesji przy porcie, gdzie miał miejsce największy ruch handlowy i przeładunkowy. Dom Jana należał wcześniej do jednego z najbogatszych mieszkańców miasta. Jan został mieszczaninem Lowanium, stolicy Brabancji ze względu na ograniczenia tranzytowe miasta Kolonii (zakaz przejazdu przez miasto kupców bez odpowiedniej protekcji). Uzyskanie protekcji Henryka III Dobrodusznego Jan mógł prowadzić handel obchodząc ograniczenia wydane przez Kolonię.